# Malus baccata
Malus baccata, el Manzano silvestre de Siberia, es una especie arbórea de la familia de las rosáceas. Es originaria de Asia, pero crece en otros lugares como un árbol ornamental y como portainjerto. Se usa para bonsái. Tiene muchas flores blancas fragantes y fruto amarillo o rojo comestible.

## Características
Son árboles que alcanzan un tamaño de hasta 10-14 metros de altura. Son arqueados o colgantes con ramas de color rojo-marrón  y brotes de color marrón rojizo. Pecíolos de 2-5 cm de largo, con pocas glándulas. Las hojas son elípticas u ovaladas, (3-8) x (2-3,5) cm de longitud, los pedicelos son delgados y largos 1,5-4 cm. Llevan flores blancas fragantes de 3-3.5 cm de diámetro en grupos de 4-6. Los pétalos son de color blanco y de forma ovalada, con un tamaño de 2-2,5 cm. Los frutos son de color rojo a amarillo y tienen solo alrededor de 1 cm de diámetro, formande densos racimos que se asemejan en la distancia a las cerezas. La floración ocurre en primavera, con las frutas que aparecen en septiembre y octubre.

## Distribución y hábitat
Malus baccata es originaria de Siberia Oriental , Lejano Oriente ruso, Mongolia, China, Corea, Bután, la India y Nepal, donde es común a los bosques mixtos en las laderas montañosas en alturas de hasta 1500 metros. El árbol  se encuentra en Japón, y también ha sido introducido en Canadá y los EE. UU., donde se encuentra sobre todo en torno a los Grandes Lagos.

## Taxonomía
Malus baccata fue descrita por (Carlos Linneo) Moritz Balthasar Borkhausen y publicado en Theoretisches-praktisches Handbuch der Forstbotanik und Forsttechnologie 2: 1280, en el año 1803.
Variedades aceptadas
- Malus baccata var. baccata
- Malus baccata var. gracilis (Rehder) T.C. Ku

Sinonimia
var. baccata
- Malus baccata var. sibirica (Borkh.) C.K. Schneid.
- Malus pallasiana Juz.
- Malus sibirica Borkh.
- Pyrus baccata L. basónimo[10]

var. gracilis (Rehder) T.C.Ku
- Malus baccata f. gracilis Rehder[11]